# Richard Sachse (Philologe)
Richard Friedrich Sachse (* 24. Mai 1846 in Wachau bei Leipzig; † 23. März 1924 in Leipzig) war ein deutscher Gymnasiallehrer.

## Leben
Sachse war Sohn eines Lehrers. Er besuchte von 1860 bis 1866 die Thomasschule zu Leipzig und studierte danach Philologie u. a. bei Friedrich August Eckstein, Friedrich Ritschl, Rudolf Hildebrand, Moritz Wilhelm Drobisch, Wilhelm Roscher und Georg Curtius an der Universität Leipzig. Im Jahr 1869 wurde er mit der Dissertation De carmine Iliadis quod Carolus Lachmannus XVI. esse voluit zum Dr. phil. promoviert. Ein Jahr später legte er die Staatsprüfung für das höhere Lehramt ab.
Ab 1869 lehrte er als Studienrat an der Thomasschule. Gleichzeitig war er 1870 Vertretungslehrer an der Nikolaischule. Danach wurde er zum Oberlehrer befördert. Im Jahr 1891 erhielt er den Titel eines Professors. Unter Emil Jungmann war er von 1904 bis 1917 Konrektor der Schule. Er veröffentlichte mehrere Werke zur Geschichte der Thomasschule. Außerdem war er Autor des biographischen Artikels über Jakob Thomasius in der Allgemeinen Deutschen Biographie. Sachse war Ritter 1. Klasse des Albrechts-Ordens und Träger des sächsischen Kriegsverdienstkreuzes.

## Veröffentlichungen
- De carmine Iliadis quod Carolus Lachmannus XVI. esse voluit. Dissertation Leipzig 1869.
- Programm zur feierlichen Einweihung des neuen Schulhauses der Schola Thomana. Hundertsstund & Pries, Leipzig 1877.
- Beiträge zur Geschichte des Thomasklosters und der Thomasschule. A. Edelmann, Leipzig 1880.
- Jakob Thomasius, Rektor der Thomasschule. Leipzig 1894 (= Abhandlung zu dem Jahresbericht des Thomasgymnasiums in Leipzig 1893/1894). (Digitalisat)
- Das Tagebuch des Rektors Jakob Thomasius. Leipzig 1896 (= Abhandlung zu dem Jahresberichte des Thomasgymnasiums in Leipzig 1895/1896). (Digitalisat)
- Die ältere Geschichte der Thomasschule zu Leipzig, nach den Quellen. Teubner, Leipzig 1912.
- Die Lehrer der Thomasschule zu Leipzig 1832–1912. Die Abiturienten der Thomasschule zu Leipzig 1845–1912. Teubner, Leipzig 1912.
- Acta Nicolaitana et Thomana. Aufzeichnungen von Jakob Thomasius während seines Rektorates an der Nikolai- und Thomasschule zu Leipzig (1670–1684). Wörner, Leipzig 1912 (= Schriften der Königlich-Sächsischen Kommission für Geschichte 20).